# Jacques Hadamard

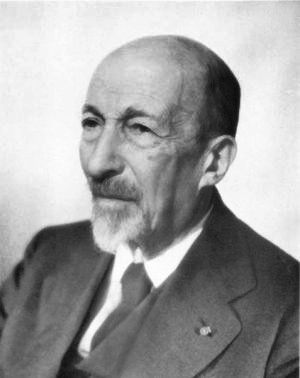
Jacques Hadamard

Jacques Hadamard (Jacques Salomon Hadamard; * 8. Dezember 1865 in Versailles; † 17. Oktober 1963 in Paris) war ein französischer Mathematiker.

## Biographie
Jacques Salomon Hadamard war der Sohn von Amédée Hadamard, eines Lehrers jüdischer Herkunft. Die Familie zog 1867 nach Paris, wo der Vater zunächst eine Stelle am Lycée Charlemagne, später am Lycée Louis-le-Grand annahm. Jacques Hadamard besuchte beide Schulen und schloss die Schulausbildung 1883 mit Auszeichnungen in Mathematik und Mechanik ab.
Ab 1884 studierte er an der École normale supérieure in Paris. Zu seinen Lehrern gehörten unter anderen Charles Hermite und Jean Gaston Darboux. Nach seinem Abschluss 1888 arbeitete er zunächst als Lehrer an verschiedenen Schulen. Er wurde 1892 bei Émile Picard promoviert mit einer Arbeit über Funktionen, die durch Taylorreihen definiert sind. Im gleichen Jahr erhielt er den Grand Prix des Sciences Mathématiques für seine Arbeit zur Bestimmung der Anzahl der Primzahlen unterhalb einer gegebenen Grenze.
Ebenfalls 1892 heiratete Jacques Hadamard Louise-Anna Trénel, die er seit seiner Kindheit kannte. Beide zogen nach Bordeaux, wo Hadamard eine Stelle als Dozent an der dortigen Universität erhielt. Am 1. Februar 1896 wurde er dort Professor für Astronomie und Mechanik. Während seiner Zeit in Bordeaux veröffentlichte er 29 Arbeiten auf verschiedensten Gebieten der Mathematik. Als die bedeutendste Arbeit aus dieser Zeit wird der Beweis des Primzahlsatzes im Jahr 1896 angesehen. In Bordeaux kamen auch seine beiden ältesten Söhne zur Welt.
1897 wechselte Hadamard an die Sorbonne nach Paris. Während der Dreyfus-Affäre (ein Beispiel für Antisemitismus im Frankreich des Fin de siècle) ergriff er Partei für Alfred Dreyfus, den Ehemann seiner Cousine Lucie. 1898 erschien der erste Band seiner Leçons de Géométrie Elémentaire zur zweidimensionalen Geometrie, dem 1901 ein Band zur dreidimensionalen Geometrie folgte.
1898 erhielt Hadamard den Prix Poncelet für seine Arbeiten der vergangenen zehn Jahre. Er konzentrierte sich von nun an mehr auf die mathematische Physik, betonte aber stets, mehr Mathematiker als Physiker zu sein. In dieser Zeit schrieb er bahnbrechende Arbeiten über partielle Differentialgleichungen und über Geodäsie. Er bearbeitete auch die Themenkreise geometrische Optik, Hydrodynamik und Grenzwertprobleme.
Während seiner ersten fünf Jahre in Paris wurden ein weiterer Sohn und zwei Töchter geboren.
Er erhielt zahlreiche weitere Auszeichnungen und wurde 1906 zum Präsidenten der Société Mathématique de France gewählt. 1912 erhielt er einen Ruf als Professor für Analysis an die École polytechnique in Nachfolge von Marie Ennemond Camille Jordan. Im gleichen Jahr nahm er den durch den frühen Tod von Henri Poincaré frei gewordenen Platz in der Académie des Sciences an.
1916 fielen seine beiden älteren Söhne innerhalb weniger Wochen in der Schlacht um Verdun. Hadamard verarbeitete seine Trauer, indem er sich noch intensiver in die Mathematik vertiefte. 1920 bekam er einen Lehrstuhl für Analysis an der École Centrale, behielt aber seine Posten an der École polytechnique und am Collège de France. Im selben Jahr wurde er in die American Academy of Arts and Sciences gewählt, 1926 in die National Academy of Sciences. Seit 1913 war er auswärtiges Mitglied der Königlich Dänischen Akademie der Wissenschaften und seit 1920 der Königlich Niederländischen Akademie der Wissenschaften (KNAW), seit 1922 assoziiertes Mitglied der Académie royale des Sciences, des Lettres et des Beaux-Arts de Belgique sowie korrespondierendes Mitglied der Akademie der Wissenschaften der UdSSR, 1929 wurde er Ehrenmitglied dieser Akademie. In dieser Zeit bis 1933 reiste er viel und besuchte unter anderem zweimal die Vereinigten Staaten. Er veröffentlichte unermüdlich Arbeiten und Bücher von hoher Qualität.
Zwischen den Weltkriegen wandelte sich Hadamards politische Einstellung zum linken Spektrum. 1924 wurde er Ehrenmitglied der London Mathematical Society. 1928 hielt er einen Plenarvortrag auf dem Internationalen Mathematikerkongress in Bologna (Le développement et le rôle scientifique du calcul fonctionnel). 1932 wurde er zum auswärtigen Mitglied der Royal Society gewählt. Nach dem Ausbruch des Zweiten Weltkriegs und dem Fall Frankreichs konnte er mit seiner Familie in die USA fliehen. Er erhielt eine befristete Gastprofessur an der Columbia-Universität. 1944 fiel auch sein dritter Sohn im Krieg. Er verließ die USA, ging zunächst nach England und kehrte bei Kriegsende nach Frankreich zurück.
Nach dem Krieg wurde er Friedensaktivist. Seine Nähe zur Kommunistischen Partei hätte 1950 beinahe die Teilnahme am International Congress in Cambridge (Massachusetts) verhindert. Die Einreise wurde dem inzwischen 85-Jährigen erst nach Fürsprache seiner amerikanischen Kollegen erlaubt. Er wurde Ehrenvorsitzender des Kongresses. 1951 war Hadamard erster Träger des internationalen Antonio-Feltrinelli-Preises. 1956 erhielt er die Médaille d’or du CNRS.
Die Nachricht vom tödlichen Bergunfall seines Enkels 1962 scheint den Lebenswillen Hadamards gebrochen zu haben. Er verließ seine Wohnung nicht mehr und starb im Oktober des folgenden Jahres.
Hadamard war eine dominierende Persönlichkeit in der französischen Mathematik und wirkte mit seinem Seminar in Paris schulbildend. Zu seinen Doktoranden zählen Maurice Fréchet, Paul Lévy, Szolem Mandelbrojt, André Weil, Marc Krasner.

## Sonstiges zum Werk
Nach Hadamard sind zum Beispiel der Hadamard-Code, der Satz von Cauchy-Hadamard, der Satz von Cartan-Hadamard, die Hadamard-Ungleichung, Hadamard-Matrizen, Satz von Hadamard, das Hadamard-Gatter, der Hadamardsche Dreikreisesatz und die Hadamard-Transformation benannt.
Verschiedene Probleme sind von ihm angestoßen worden und nach ihm benannt. Zum Beispiel gibt es das Hadamard-Problem der maximalen Determinante, das nach dem Maximalwert der Determinante für Matrizen fragt, deren Koeffizienten in geeigneter Weise eingeschränkt sind. Hadamard selbst bewies 1893 eine obere Schranke für den Betrag der Determinante komplexer n-mal-n-Matrizen, deren Koeffizienten aus der Einheitskreisscheibe stammen. In der Theorie partieller Differentialgleichungen gibt es ein Hadamard-Problem, das danach fragt, ob die Wellengleichung die einzige Gleichung ist, die das Huygenssche Prinzip erfüllt, das nach Hadamard nur in geraden Dimensionen {\displaystyle n\geq 4} gelten kann. Es wurde später negativ gelöst (Karl Stellmacher, Paul Günther). Allgemeiner wird im Hadamard-Problem nach einer Charakterisierung der Gleichungen gefragt, die ein Huygenssches Prinzip erfüllen.

## Zitate
„Die Logik genehmigt lediglich die Eroberungsfeldzüge der Intuition.“

## Veröffentlichungen
- An Essay on the Psychology of Invention in the Mathematical Field. Princeton University Press, 1945; Neuausgabe unter dem Titel The Mathematician’s Mind: The Psychology of Invention in the Mathematical Field. ebd. 1996; ISBN 0-691-02931-8, Online
- Œuvres de Jacques Hadamard. Band I, II, III, IV. Éditions du Centre National de la Recherche Scientifique, Paris, 1968.
- Le problème de Cauchy et les équations aux dérivées partielles linéaires hyperboliques, Hermann 1932 (Vorlesungen Yale, englische Ausgabe Lectures on Cauchy’s problem in linear partial differential equations, Yale University Press, Oxford University Press 1923, Reprint Dover 2003)
- La série de Taylor et son prolongement analytique, 2. Auflage, Gauthier-Villars 1926
- La théorie des équations aux dérivées partielles, Peking, Editions Scientifiques, 1964
- Leçons sur le calcul des variations, Band 1, Paris, Hermann 1910, Online
- Leçons sur la propagation des ondes et les équations de l’hydrodynamique, Paris, Hermann 1903, Online
- Non-Euclidean geometry in the theory of automorphic functions, American Mathematical Society 1999
- Four lectures on Mathematics, delivered at Columbia University 1911, Columbia University Press 1915 (1. The definition of solutions of linear partial differential equations by boundary conditioins, 2. Contemporary researches in differential equations, integral equations and integro-differential equations, 3. Analysis Situs in connection with correspondendes and differential equations, 4. Elementary solutions of partial differential equations and Greens functions), Online
- Leçons de géométrie élémentaire, 2 Bände, Paris, Colin, 1898 1906 (englische Übersetzung Lessons in Geometry, American Mathematical Society 2008), Band 1, Band 2
- Cours d’analyse professé à l’École polytechnique, 2 Bände, Paris, Hermann 1925/27, 1930 (Band 1: Compléments de calcul différentiel, intégrales simples et multiples, applications analytiques et géométriques, équations différentielles élémentaires, Band 2 Potentiel, calcul des variations, fonctions analytiques, équations différentielles et aux dérivées partielles, calcul des probabilités)
- Essai sur l'étude des fonctions données par leur développement de Taylor. Étude sur les propriétés des fonctions entières et en particulier d'une fonction considérée par Riemann, 1893, Online
- Sur la distribution des zéros de la fonction {\displaystyle \zeta (s)} et ses conséquences arithmétiques, Bulletin de la Société Mathématique de France, Band 24, 1896, S. 199–220 (Beweis Primzahlsatz) Online